# Vorotan
De Vorotan (Armeens: Որոտան, Azerbeidzjaans: Bazarçay) is een rivier in de Zuidelijke Kaukasus, die door Armenië en Azerbeidzjan stroomt. De rivier begint in de zuidelijke Armeense provincie Sjoenik. Daar stroomt de rivier eerst 119 kilometer in zuidoostelijke richting door Armenië. Daarna stroomt ze 59 kilometer door Nagorno-Karabach om bij de grens met Iran in de rivier de Aras uit te monden. 
De rivier stroomt voornamelijk door bergachtig gebied en op enkele plaatsen door diepe kloven. De rivier is in totaal 178 kilometer lang en het bekken heeft een oppervlakte van 5650 km².
Tijdens de Sovjetperiode werden er drie waterkrachtcentrales aangelegd, van noord naar zuid, stroomafwaarts zijn dat:
- Waterkrachtcentrale Spandarjan
- Waterkrachtcentrale Sjamb
- Waterkrachtcentrale Tatev